# Astragalus katunicus
Astragalus katunicus es una especie de planta del género Astragalus, de la familia de las leguminosas, orden Fabales.

## Distribución
Astragalus katunicus se distribuye por Rusia europea y Siberia.

## Taxonomía
Fue descrita científicamente por Pjak. Fue publicada en Sist. Zametki Mater. Gerb. Krylova Tomsk. Gosud. Univ. 106: 24 (2012).